# Denys Nassyko
Denys Nassyko (ukrainisch Денис Насико; * 29. März 1995 in Schatryschtsche, Rajon Korosten, Oblast Schytomyr) ist ein ukrainischer Biathlet. Er startet seit 2021 unregelmäßig im Weltcup.

## Sportliche Laufbahn
Denys Nassyko trat erstmals bei den Juniorenbewerben der Europameisterschaften 2015 in Erscheinung und nahm im selben Jahr wie auch 2016 an Juniorenweltmeisterschaften teil. Zu Beginn des Winters 2016/17 gab er sein Debüt im IBU-Cup und fuhr mit Rang 26 im Einzel am Arber auch erste Ranglistenpunkte ein. Nach der Saison legte der Ukrainer international eine längere Pause ein, ehe er ab Ende 2020 wieder im IBU-Cup startete. Auf dieser Wettkampfebene lief Nassyko in Osrblie im Verfolger erstmals unter die besten Zehn eines Einzelrennens und wurde in der Woche darauf Vierter mit der Männerstaffel, weiterhin gelangen ihm siebte Plätze in den Single-Mixed-Staffeln in Osrblie und am Arber. Bei den Sommerbiathlon-Weltmeisterschaften 2021 lief der Ukrainer auf Rang 7 im Supersprint. Seine ersten Rennen auf der höchsten Ebene des Sports durfte er beim Weltcupauftakt in Östersund Ende 2021 bestreiten und verpasste als 41. des Einzels nur um 0,7 Sekunden seinen ersten Weltcuppunkt. Danach lief Nassyko wieder im IBU-Cup und bestritt den Winter durchaus erfolgreich: in Osrblie verpasste er sein erstes Einzelpodest nur hauchdünn, beim Einzelrennen der EM ging es auf Platz 15. Die konstanten Leistungen erbrachten dem Ukrainer beim Saisonauftakt 2022/23 erneut Chancen, im Weltcup anzutreten. Nach einer erneuten Zurückstufung auf die zweite Rennebene bestritt Nassyko bei den Wettkämpfen von Ruhpolding das Einzelrennen und sammelte als 26. erstmals Weltcuppunkte, dieses Ergebnis unterbot er in Östersund als 25. des Einzels noch einmal. Bei den Weltmeisterschaften bestritt er das Einzelrennen, mit der Männerstaffel ging es im Saisonverlauf dreimal unter die besten Zehn, darunter Platz 5 in Östersund.
Im Winter 2023/24 startete Nassyko zu Saisonbeginn und im Januar des neuen Jahres im Weltcup, wo ihm in Ruhpolding in Sprint und Verfolgung seine einzigen Punktgewinne des Winters gelangen. Zwar lief der Ukrainer zum überwiegenden Teil im IBU-Cup, durfte aber bei den Weltmeisterschaften antreten, wo in Einzel und Staffel die Ränge 76 und 13 resultierten. Ähnlich verlief die Folgesaison, in der der Ukrainer ausschließlich im IBU-Cup lief, dort als Bestergebnis einen 17. Rang erzielte und erneut bei der WM im Einzel startete.

## Persönliches
Nassyko lebt in Hluchiw im Norden der Ukraine.

## Statistiken

### Weltcupplatzierungen
Die Tabelle zeigt alle Platzierungen (je nach Austragungsjahr einschließlich Olympische Spiele und Weltmeisterschaften).
- 1.–3. Platz: Anzahl der Podiumsplatzierungen
- Top 10: Anzahl der Platzierungen unter den ersten zehn (einschließlich Podium)
- Punkteränge: Anzahl der Platzierungen innerhalb der Punkteränge (einschließlich Podium und Top 10)
- Starts: Anzahl gelaufener Rennen in der jeweiligen Disziplin
- Staffel: inklusive Mixed- und Single-Mixed-Staffeln

| Platzierung               | Einzel | Sprint | Verfolgung | Massenstart | Staffel | Gesamt |
| ------------------------- | ------ | ------ | ---------- | ----------- | ------- | ------ |
| 1. Platz                  |        |        |            |             |         |        |
| 2. Platz                  |        |        |            |             |         |        |
| 3. Platz                  |        |        |            |             |         |        |
| Top 10                    |        |        |            |             | 4       | 4      |
| Punkteränge               | 2      | 1      | 1          |             | 5       | 9      |
| Starts                    | 7      | 7      | 1          |             | 5       | 20     |
| Stand: Saisonende 2023/24 |        |        |            |             |         |        |

### Weltcupwertungen

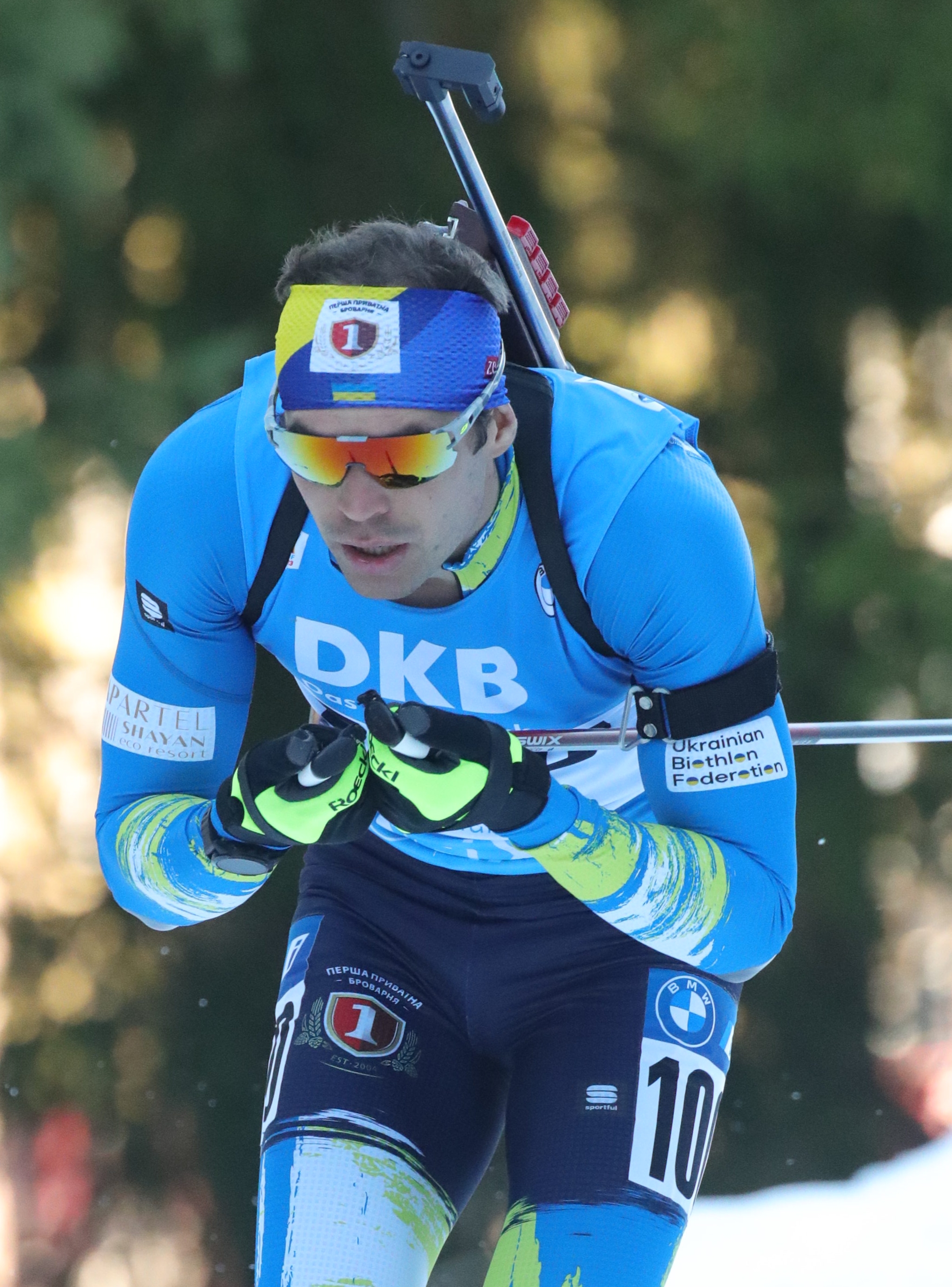
Nassyko 2023 in Oberhof

Ergebnisse bei Weltcups (Disziplinen- und Gesamtweltcup) gemäß Punktesystem.
| Saison  | Einzel | Einzel | Sprint | Sprint | Verfolgung | Verfolgung | Massenstart | Massenstart | Gesamt | Gesamt |
| Saison  | Platz  | Punkte | Platz  | Punkte | Platz      | Punkte     | Platz       | Punkte      | Platz  | Punkte |
| ------- | ------ | ------ | ------ | ------ | ---------- | ---------- | ----------- | ----------- | ------ | ------ |
| 2022/23 | 35.    | 31     | –      | –      | –          | –          | –           | –           | 66.    | 31     |
| 2023/24 | –      | –      | 75.    | 2      | 75.        | 4          | –           | –           | 84.    | 6      |

### Biathlon-Weltmeisterschaften
Ergebnisse bei den Weltmeisterschaften:
| Weltmeisterschaften | Weltmeisterschaften | Einzelwettbewerbe | Einzelwettbewerbe | Einzelwettbewerbe | Einzelwettbewerbe | Staffelwettbewerbe | Staffelwettbewerbe | Staffelwettbewerbe |
| Jahr                | Ort                 | Einzel            | Sprint            | Verfolgung        | Massenstart       | Herrenstaffel      | Mixedstaffel       | S.-M.-Staffel      |
| ------------------- | ------------------- | ----------------- | ----------------- | ----------------- | ----------------- | ------------------ | ------------------ | ------------------ |
| 2023                | Oberhof             | 40.               | –                 | –                 | –                 | –                  | –                  | –                  |
| 2024                | Nové Město          | 76.               | –                 | –                 | –                 | 13.                | –                  | –                  |
| 2025                | Lenzerheide         | 64.               | –                 | –                 | –                 | –                  | –                  | –                  |

### Juniorenweltmeisterschaften
Ergebnisse bei den Juniorenweltmeisterschaften:
| Weltmeisterschaften | Weltmeisterschaften | Einzelwettbewerbe | Einzelwettbewerbe | Einzelwettbewerbe | Herrenstaffel |
| Jahr                | Ort                 | Einzel            | Sprint            | Verfolgung        | Herrenstaffel |
| ------------------- | ------------------- | ----------------- | ----------------- | ----------------- | ------------- |
| 2015                | Minsk               | 60.               | 54.               | 43.               | –             |
| 2016                | Cheile Grădiștei    | 47.               | –                 | –                 | –             |